# Gustaf Edvard Widell
Gustaf Edvard Widell, född 2 april 1815 på Marstrand, död 25 januari 1880 i Göteborg, var en svensk skolman och riksdagsman. Han var far till skådespelerskan Signe Widell och konstnären Gerda Ramberg.
Widell var rektor vid Marstrands allmänna läroverk. Han var ledamot av borgarståndet för Marstrand, Falköping och Strömstad vid de tre sista ståndsriksdagarna 1859/60, 1862/63 och 1865/66 och var 1867–1869 ledamot av riksdagens andra kammare för Uddevalla, Strömstads, Marstrands och Kungälvs valkrets. 